# Byterapers
Byterapers é um grupo demoscene finlândes formado em 1986. É um dos grupos demoscenes mais antigos que ainda existe. As produções mais famosas do Byterapers foram feitas para a plataforma Commodore 64, mas também produziram material para Amiga, PC e plataformas móveis. Na década de 1980 agiram ativamente em cracking de software, já que não havia distinção clara entre a demoscene e grupos warez. Entre produções legais e ilegais, o grupo lançou mais de mil produções.